# Bältros

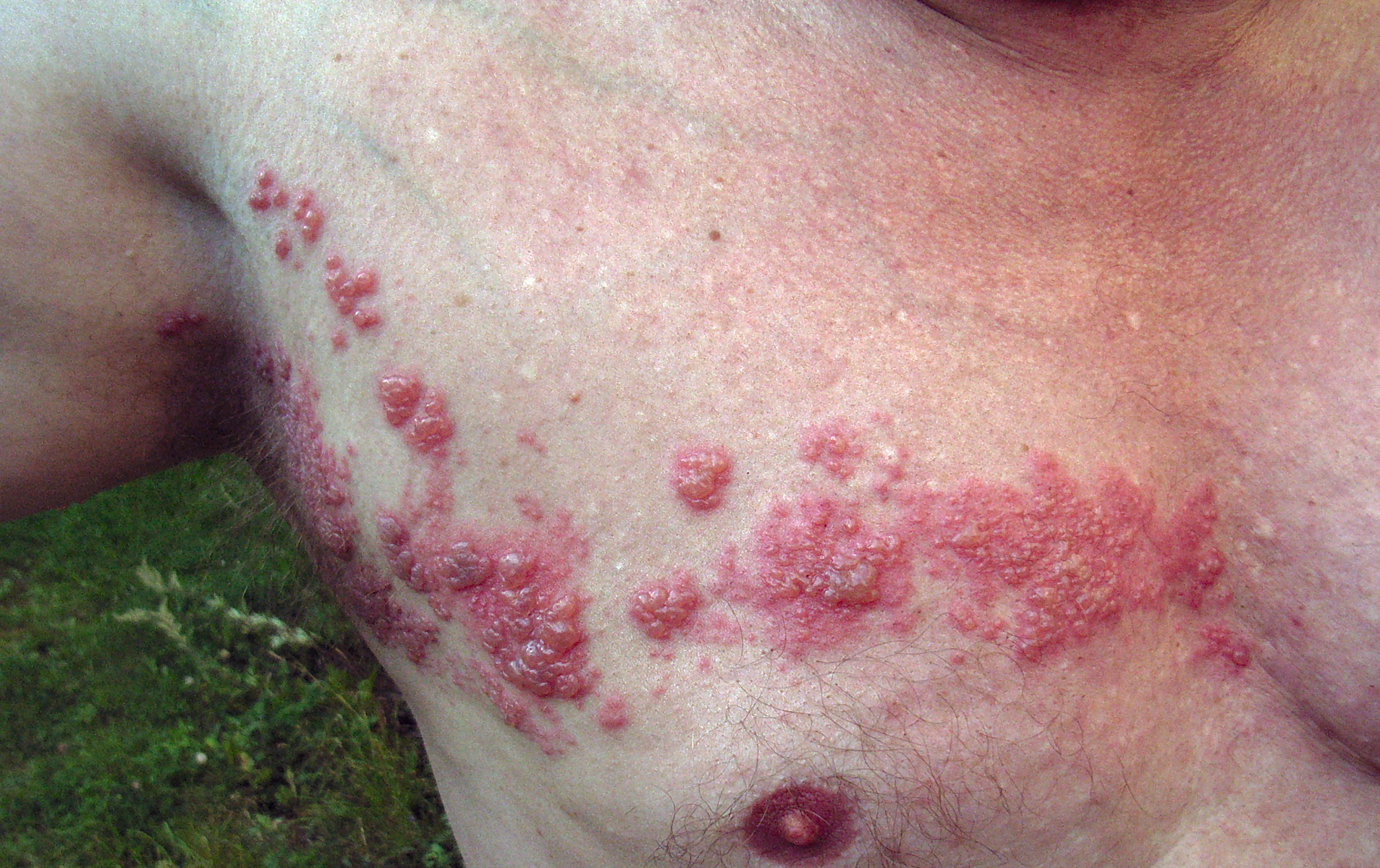
Bältros på bröstet.

(1) Rodnad med grupper av små bulor, (2) blåsor, (3) blåsor med var, (4) sårskorpor och (5) i enstaka fall skadade nerver.
(a) Hudytan, (b) nerv, (c) aktivt virus och (d) vilande virus.

Bältros (latin: hérpes zóster), förr även kallat helveteseld, är en herpessjukdom som orsakas av varicella-zostervirus (VZV), samma virus som orsakar vattkoppor. Man kan bara få bältros om man haft vattkoppor tidigare.
Bältros kännetecknas av ett smärtsamt hudutslag med blåsor på ett begränsat område. Utslagen är vanligtvis begränsade till ett enda, brett område, antingen på vänster eller höger sida av kroppen eller ansiktet. Två till fyra dagar innan utslaget uppstår kan det förekomma pirrningar eller lokal smärta i området. Andra vanliga symtom är feber, huvudvärk och trötthet. Utslaget läker vanligtvis inom två till fyra veckor; dock kan vissa personer utveckla ihållande nervsmärta som kan vara i månader eller år, ett tillstånd som kallas postherpetisk neuralgi (PHN). På personer med svagt immunförsvar kan utslaget förekomma på stora områden. Om utslaget involverar ögat kan synförlust uppstå.
Den initiala infektionen med detta virus sker vanligtvis under barndomen eller ungdomsåren. Den sjukdomen kallas vattkoppor. När vattkopporna har läkt ut kan viruset förbli vilande (inaktivt) i nervceller i flera år eller till och med årtionden. Senare kan det aktiveras igen. Bältros uppstår när det vilande varicella-viruset reaktiveras. Viruset sprider sig då från nervcellens centrala del till nervändar i huden och producerar blåsor där. Under ett utbrott av bältros kan exponering för varicella-viruset som finns i bältrosblåsor orsaka vattkoppor hos någon som ännu inte har haft vattkoppor. Den personen får då vattkoppor och alltså inte bältros, åtminstone inte direkt. Hur viruset förblir vilande i kroppen eller senare aktiveras igen är inte väl känt.
Bältros är känd sedan forntiden. Riskfaktorer för reaktivering av det vilande viruset inkluderar hög ålder, dålig immunfunktion och att ha haft vattkoppor före 18 månaders ålder. Diagnosen baseras vanligtvis på de tecken och symtom som visar sig. Varicella zoster-viruset är inte detsamma som herpes simplex-virus, även om de tillhör samma familj av herpesvirus.
Bältros-vaccin minskar risken för bältros med 50% till 90%, beroende på vilket vaccin som används. Vaccination minskar också frekvensen av postherpetisk neuralgi och, om bältros uppstår, dess svårighetsgrad. Om bältros utvecklas kan antivirala läkemedel som aciklovir minska svårighetsgraden och varaktigheten av sjukdomen om behandlingen påbörjas inom 72 timmar efter att utslaget har börjat uppträda. De undersökningar som gjorts visar inte en signifikant effekt av antiviraler eller steroider på frekvensen av postherpetisk neuralgi. Något av Paracetamol, NSAID och opioider kan användas för att lindra akut smärta.
Det uppskattas att ungefär en tredjedel av alla människor utvecklar bältros vid någon tidpunkt i livet. Medan bältros är vanligare bland äldre människor, kan barn också få sjukdomen. Enligt National Institutes of Health i USA varierar antalet nya fall per år mellan 1,2 och 3,4 per 1 000 personer bland alla friska individer och från 3,9 till 11,8 per 1 000 personer bland dem som är äldre än 65 år. Omkring hälften av de som lever till 85 års ålder kommer att ha minst ett anfall. Även om symtomen kan vara allvarliga är risken för dödsfall mycket låg: 0,28 till 0,69 dödsfall per miljon.

## Bakgrund
Efter en vattkoppsinfektion drar sig viruset tillbaka till nervknutor nära ryggmärgen där det ofta ligger inaktivt livet ut.

## Utbrott
Hos vissa personer blir viruset dock aktivt igen många år senare och orsakar då en bältrosinfektion. Viruset vandrar utmed nerverna som går från ryggmärgen och ger smärta och blåsor i huden utmed nervernas utbredning. Separata nervknippen löper horisontellt från ryggmärgen ut till vänster och höger kroppshalva, vilket gör att utslagen får den karakteristiska formen av ett bälte runt halva kroppen, aldrig hela. Ibland kan man även få blåsor på trumhinnan. Bältros kan även fås invändigt i bland annat mellanörat, bröstbenet, nyckelbenet, hjärnstammen och andra ställen. Detta då utan utifrån synliga blåsor, vilket innebär att det blir svårare med diagnosen. Detta är dock inte så vanligt, men det förekommer. Diagnosen ställs genom ett ryggmärgsprov. Med magnetresonanstomografi (magnetkamera) i ett tidigt skede kan man se om hjärnstammen är infekterad på patienten. Infektionen som angriper huvudet invändigt leder till halvsides ansiktsförlamning. I en del fall kan hörselnedsättning på det ena örat drabba den sjuke om bältrosen sätter sig på facialisnerven.
Små barn kan bli smittade så att de får vattkoppor i kontakt med en äldre person om denne just då har bältros med blåsor. Däremot finns det inga vetenskapliga studier som visar att barn som har vattkoppor kan smitta exempelvis äldre personer, vilket man trodde förr.
Bältros kan även förekomma hos personer med nedsatt immunförsvar och får då större utbredning i kroppen och ger högre mortalitet.

## Läkemedel
Effektiva läkemedel finns som lindrar och förkortar läketiden, men mer oklart om detta minskar risken för så kallad postherpetisk neuralgi. Antivirala läkemedel mot bältros är exempelvis valaciklovir och aciklovir.
Den så kallade vävnadsskademärtan på huden där blåsorna sitter kan behöva behandlas med receptfria och ibland receptbelagda läkemedel.

### Förebyggande behandling mot bältros
Diskussion angående införande av en allmän varicella zoster-vaccination (VZV-vaccination) av barn i Sverige pågår år 2018. Ett vaccin bestående av ett levande, försvagat virus finns tillgängligt. Allmän barnvaccination har införts i många länder, däribland USA och Tyskland.

## Behandling
Vid utanpåliggande bältros finns för närvarande ingen annan  behandling inom medicinvetenskapen än läkemedelsbehandlingen ovan och vila.
Vid innanpåliggande bältros som påverkar hjärnstammen och balanssinnet rekommenderas sjukgymnastik med inriktning på balansövningar. I en del fall påverkas ansiktsnerven och leder då till halvsidig ansiktsförlamning, som brukar benämnas som Bells pares. Det kallas även facialispares. Då rekommenderas neuromuskulär ansiktssjukgymnastik. Det innefattar ett träningsprogram med ett antal rörelsemoment för ansiktet som den drabbade skall genomföra dagligen.
Vid bältros där det ena ögat är påverkat så till den grad att det ej fuktas kontinuerligt, det vill säga inte stänger och öppnar sig automatiskt genom blinkning, behöver ögat skyddas med urglasförband som också kallas för fuktkammare. Även tårsubstitut är viktigt för ögat som blir torrt vid Bells pares.

## Postherpetisk neuralgi
Cirka tre månader efter bältrosdebuten kan den akuta bältrossmärtan övergå i postherpetisk neuralgi (PHN), med en nervsmärta som vanligen är annorlunda än den akuta bältrossmärtan. Smärtan vid beröring av området kan vara mycket intensiv.